# Jerry Falwell Sr.
Jerry Falwell Laymon Sr. (n. 11 august 1933, Lynchburg⁠(d), Virginia, SUA – d. 15 mai 2007, Lynchburg⁠(d), Virginia, SUA) a fost un pastor baptist⁠(d), teleevanghelist⁠(d) și activist conservator american. Acesta a fost pastorul Bisericii Thomas Road⁠(d), o megabiserică⁠(d) din Lynchburg, Virginia⁠(d). A înființat Academia Creștină Lynchburg (astăzi numită Academia Creștină Libertatea⁠(d)) în 1967, Universitatea Liberty⁠(d) în 1971 și a fost cofondator al organizației Moral Majority⁠(d) în 1979.
Pe 15 mai 2007, Falwell a încetat brusc din viață din cauza aritmiei cardiace în biroul său de la Universitatea Liberty la vârsta de 73 de ani. A fost înmormântat pe proprietatea universității.

## Biografie
Falwell și fratele său geamăn Gene s-au născut în cartierul Fairview Heights din Lynchburg, Virginia pe 11 august 1933, fiii lui Helen Virginia (născută Beasley) și ai lui Carey Hezekiah Falwell. Tatăl său - antreprenor și fost contrabandist⁠(d) - era agnostic. Bunicul său patern a fost ateu convins. Jerry Falwell s-a căsătorit cu Macel Pate pe 12 aprilie 1958. Cuplul a avut doi fii - Jerry Jr.⁠(d) (avocat și fost cancelar al Universității Liberty) și Jonathan⁠(d) (pastor senior la bisericii Thomas Road) - și o fiică pe nume Jeannie.
Falwell și soția lui au avut o relație strânsă, iar aceasta l-a susținut pe parcursul carierei sale. Aceștia apăreau deseori împreună în public și nu se sfiau în a arăta că sunt foarte apropiați. Reflectând asupra căsniciei sale, Falwell a comentat în glumă: „Eu și Macel nu ne-am gândit niciodată la divorț. Crimă poate, dar niciodată divorț”. Macel a apreciat natura calmă și amabilă a soțului ei, menționând în cartea sa că îi „displăceau confruntările și nu-și dorea certuri în casa noastră ... a făcut tot ce i-a stat în putere pentru a mă face fericită”. La momentul morții sale, cei doi erau căsătoriți de aproape cincizeci de ani.
A absolvit Liceul Brookville⁠(d) din Lynchburg și instituția neacreditată Colegiul Baptist Bible⁠(d) din Springfield, Missouri în 1956. Ulterior, Falwell a primit trei diplome de doctorat onorifice:doctor în divinitate⁠(d) de la Temple Theological Seminary⁠(d) din Tenessee, doctor în litere⁠(d) de la California Graduate School of Theology⁠(d) și doctor în drept⁠(d) de la Universitatea Central din Seul, Coreea de Sud.

## Lucrări
- Falwell, Jerry (January 30, 2006). Achieving Your Dreams. Thomas Nelson. ISBN 0-529-12246-4.
- Falwell, Jerry (October 17, 2005). Building Dynamic Faith. Thomas Nelson. ISBN 0-529-12133-6.
- Falwell, Jerry (1973). Capturing a Town for Christ. REVELL. ISBN 0-8007-0606-4.
- Champions for God. Victor Books, 1985.
- Church Aflame. (împreună cu Elmer Towns) Impact, 1971.
- Dynamic Faith Journal. Thomas Nelson (2006) ISBN 0-529-12245-6
- Falwell: An Autobiography. Liberty House, 1996. (Ghost written by Mel White[80]) ISBN 1-888684-04-6
- Fasting Can Change Your Life. Regal, 1998.
- Finding Inner Peace and Strength. Doubleday, 1982.
- If I Should Die Before I Wake. Thomas Nelson, 1986.
- Jerry Falwell: Aflame for God. Thomas Nelson, 1979. (împreună cu Gerald Strober și Ruth Tomczak)
- Liberty Bible Commentary on the New Testament. Thomas Nelson/Liberty University, 1978.
- Liberty Bible Commentary. Thomas Nelson, 1982.
- Listen, America! Bantam Books (July 1981) ISBN 0-553-14998-9
- Stepping Out on Faith. Tyndale House, 1984.
- Strength for the Journey. Simon & Schuster, 1987.
- The Fundamentalist Phenomenon. Doubleday, 1981.
- The Fundamentalist Phenomenon/The Resurgence of Conservative Christianity. Baker Book House, 1986.
- The New American Family. Word, 1992.
- When It Hurts Too Much to Cry. Tyndale House, 1984. ISBN 0-8423-7993-2
- Wisdom for Living. Victor Books, 1984.